# دل فريب قادين
دل فریب قادین هي زوجة السلطان العثماني محمد الخامس العثماني. وُلدت في 1890 في إسطنبول، وتوفيت في 1952 في إسطنبول.